# Кярбер, Кристьян Августович
Кри́стьян Августович (Аугустович) Кя́рбер (эст. Kristjan Kärber; 1908—1977) — советский и эстонский работник строительной отрасли, бригадир комплексной бригады каменщиков треста «Таллинстрой» Эстонского совнархоза.

## Биография
Родился 14 мая 1908 года в Пярну. Эстонец.
Работал строителем-каменщиком в период 1940—1941 годов и с 1945 по 1962 год. Строил такие объекты в Таллине, как театр «Эстония», кинотеатр «Сыпрус», здание Академии наук ЭССР, Дом торговли, больницу в Нымме и др.
Участник Великой Отечественной войны в составе Красной армии. Служил повозочным санитарной роты 27-го стрелкового полка 7-й стрелковой дивизии.
Занимался общественной деятельностью, был депутатом Верховного Совета СССР 4 и 5 созыва. Был членом КПСС и делегатом ряда съездов партии.
Умер 20 января 1977 года в Таллине. Был похоронен 25 января на кладбище Метсакальмисту.

## Награды
- Медаль «За боевые заслуги» (1944)
- Герой Социалистического Труда (1958) — за выдающиеся успехи, достигнутые в строительстве и промышленности строительных материалов[5].
- Орден Ленина (1958) и медали.
- Почётный гражданин Таллина (1973)[6].

## Увековечение памяти
- В Таллине одна из улиц района Ласнамяэ носит имя Кристьяна Кярбера[7].